# 株式分割バブル
株式分割バブル（かぶしきぶんかつバブル）は、上場株式の株式分割（無償交付）の発表と共に株価が上昇する現象もしくは投資家の投資行動のことを言う。

## 概要
1997年に上場したヤフー(2019年10月1日よりZホールディングス)（証券コード：4689）でおきた現象が良く知られている。同社は定期的に株式分割をする事が広く知られており、追加投資をしないで分割によって株数の増加が狙える銘柄として注目される事となり、投資家の人気を博した、同社の成長性期待と相まって、株式分割が行われる度に株価が急上昇するという現象がおきた。
同社は上場以来、1999年から2006年にかけて1：2の株式分割を13回実施（2006年6月時点）しており、上場時から株式を保有していた場合、1株が8,192株にまで増えており、その価値は上場初日の1997年11月4日の初値1株200万円（公募価格は1株70万円）だったものが、2006年6月時点で8,192株にまで増え1株あたり取得額は244円と巨額の含み益を手に出来る状況が発生したのである。
2000年のネットバブル（ITバブル）崩壊と共に株式市場の低迷から、株式分割に伴い発生する株価上昇に多くの投資家が追従することから、株式分割を行う銘柄への投資は、株価上昇が期待できる投資手法の一つとして定着する事となり、不良債権処理の出口が見えかけ、日本経済の回復がうかがえる2004年後半まで、株式分割バブルと言える現象が続いた。
2006年1月4日の制度改正以前は、株式分割の実施日から新株が市場に流通するまでに相当の期間（約2か月）があったため、流動性に不均衡が生じたことを背景に株価が高騰する局面があり、株式分割バブルはこれを利用した投機・仕手の一種と考えられている。
※ヤフーの事例について。1998年3月期決算での1株純利益は11,895.56円、2006年3月期決算で1,536.40円であり、株数が8,192倍になったのにかかわらず、1株純利益の水準は1/8程度に留まっている（理論値では1/8,192）。これは同社の売上・純利益の急成長が背景にあるためであり、株式分割による錯誤だけが株価高騰の原因になっていると安直に解釈するには注意が必要である。

## 現象発生の要素
株式分割は理論上、既存株主の保有持分の価値に対して中立的な単なる株式事務にすぎないが、アメリカでは1960年代末ころから株式分割にともなう株価の異常変動の発生が知られており複数の論文が存在する。原因は複数の指摘がある。
1つ目は、株式分割にともなう端株の買取効果である。日本では2001年の商法改正までいわゆる自社株買い（金庫株）が禁止されており、これを迂回する目的でしばしば株式分割と端株買取は組み合わせて使用された。これは端株の買入消却により現実に既存株主の持分価値を増加させるものである。
2つ目は、市場要因としてのシグナリング仮説、流動性仮説、最適価格レンジ仮説、販売促進仮説などがある。これらは分割の公表が、企業成長のシグナルであるとみなす、単価が下がり購入者が増加する可能性がある、取引しやすい価格帯に収まることでビッドアスクスプレッドが縮小し取引コストが相対的に低下する、株式分割に従事するブローカーが積極的に営業するためなどと解説する。これら仮説については有意性が確認されるもの、批判があるものさまざまである。これらについては合理的に説明のつく撹乱範囲はせいぜい数%から十数%内外であり、数十%から数倍にまでおよぶ保有持分価値の変動は説明ができない。
3つ目は、予言の自己実現性である。とくに以下の3点の状況が個別・複合的・相乗的に発生した場合に株式分割を行う可能性が高く、それを見越した投資家らが買い進めるなどするために予言の自己実現が成就して株価が上昇し、会社側は市場流動性を高めるなどの目的のために株式分割をせざるをえなくなる状況になる。
- 新興市場などに上場する、比較的規模が小さいながらも高い成長性が見込める会社
- 発行済株数が少なく市場に流通する量が少ない状況
- 社会的な認知度が高い（投資家の関心が高い）にもかかわらず、株式の売買単価が高い銘柄

4つ目は、分割実施日から新株流通日までに生じる需給ギャップによるものである。特に100分割など極端な株式分割を行う事例で、分割実施日から新株流通日まで2か月間あるような場合、実施日に表示価格が100分の1になるにもかかわらず発行済み株式の99%が流通していない（売買できない）状況が生じる。このため、貸借銘柄で相当量の空売りが存在する場合（またそうでなくとも一般信用や機関投資家間での株券貸借など、あるいは空売りがなくとも買い方間での思惑による仕掛けにより）、従来の100分の1の資金量で一気に株価を高騰させ（踏み上げ相場）、売り方を追証に追い込むことが可能となっていた。そのため分割実施の公表があると売り方は実施日までに一旦買い戻しにかかり、買い方は追撃買いに動くため相場が急騰することとなる。一方分割実施日になってしまうと今度は買い方は保有分の実質1%しか売却できないことになり（99%は未割当）売り逃げられなくなるため、実施日が近づけば相場の思惑から乱高下することとなる（あるいは実施後に買い方の思惑から仕掛けが入る）。

## 株式分割に関連した不正利得事件
株式会社日本経済新聞社東京本社広告局社員が、上場企業5社から日本経済新聞社に株式分割に関する法定公告掲載依頼があった情報を社内ネットワークを通じて入手し、それらが掲載される前に5社の株式計94,000株を計約2億4千万円で購入し、情報が一般公開された後に売却するなどし利益を得ていたとして2006年7月25日、インサイダー取引の容疑で東京地検特捜部に逮捕された。
株式分割によって発生する投資家の投資特性・投資動向を利用するために、株式分割に関する法定公告を盗み見るなどの手口によるインサイダー取引事件として、日本経済新聞社の社員が刑事告発および逮捕されたものとしては初めてのケースとなった。

## 主な分割バブル銘柄
- ヤフー（現Zホールディングス）
- エッジ（ライブドア→現LDH）
- 楽天
- ソフトバンク（現ソフトバンクグループ）
- スカイマークエアラインズ（現スカイマーク）
- ドリームテクノロジーズ（現トライアイズ）
- エヌ・ティ・ティ・ドコモ
- 日本テレコムホールディングス（現ソフトバンク）
- ニューディール（エッジを上回る1:1000の分割を行った）

## 文献情報
- 石村知子、「株式分割が株価に与える影響の要因分析 (PDF) 」 神戸大学経営学部 2006-1-19 （※学位論文のため利用には注意）[リンク切れ]
- 奥山英司, 星野真智子「株式投資単位の引き下げがボラティリティに与える影響」（PDF）『六甲台論集 経済学編』第49巻第3号、神戸大学、2002年10月、47-66頁、ISSN 13414925、NAID 110000570460。
- 「株式分割とそれにともなうアノマリーに関する実証分析」久世懐春、山本健（慶應経営論集 慶應経営管理学会2008/3/1、初稿は2005年「予稿集」第58巻PP.747–760）※有料、一部立ち読み可※院生論文のため利用には注意[リンク切れ]
- 高阪勇毅「株式分割バブルとライブドア・ショック」『Discussion Papers In Economics And Business』第11-28巻、Graduate School of Economics and Osaka School of International Public Policy (OSIPP) Osaka University、2011年10月。
- 顔菊馨, 小幡績, 太宰北斗「株式分割バブル：何がバブルを膨らませたか？」『行動経済学』第12巻Special_issue、行動経済学会、2019年、S57-S60、doi:10.11167/jbef.12.S57、NAID 130007809323。